# 池本誠知
池本 誠知（いけもと せいち、1975年8月24日 - ）は、日本の男性実業家、元総合格闘家、プロレスラー。大阪府松原市出身。総合格闘技スタジオSTYLE/キックボクシングフィットネスジムSTYLE主宰。元DEEPウェルター級王者。

## 来歴
中学2年生の時、テレビで観たプロレスに感動し、プロレスラーを目指しトレーニングを始める。 高校時代は柔道部に入部。17歳の時にライルーツコナンで総合格闘技を始めた。
1999年8月8日、第6回全日本アマチュア修斗選手権のミドル級で優勝。
1999年10月29日、修斗でプロデビュー。
2000年10月9日、修斗でダミアン・リシオと対戦し、マウントパンチでTKO勝ち。
2002年9月28日、地元大阪のクラブで格闘技イベント「REDZONE」を立ち上げ、2005年まで全10回開催した。
2003年7月13日、DEEP初出場となったDEEP 11th IMPACTで佐々木恭介と対戦し、判定勝ち。
2003年12月26日、KAIENTAI-DOJO興行でプロレスデビュー。
2004年7月3日、DEEP 15th IMPACTのウェルター級（-76kg）トーナメント1回戦で青木真也と対戦し、一本負け。
2005年2月26日、Euphoriaでエディ・アルバレスと対戦し、パウンドでTKO負け。
2005年3月6日に旗揚げされた総合格闘技、ヒップホップ、ダンスのコラボレーションイベント「REALRHYTHM（リアルリズム）」のスーパーバイザーを務めた。池本もメインイベントで中村大介と対戦予定であったが、Euphoria MFCでのTKO負けによりドクターストップとなり、長南亮とのエキシビションマッチを行った。
2005年9月3日、DEEP 20th IMPACTで長谷川秀彦と対戦し、判定勝ち。
2006年3月4日、REALRHYTHM 3で行われたDEEPウェルター級タイトルマッチで王者の中尾受太郎に挑戦し、判定負けを喫し王座獲得に失敗した。
2006年4月2日、PRIDE初出場となったPRIDE 武士道 -其の拾-でイーブス・エドワーズと対戦し、判定負け。8月26日、PRIDE 武士道 -其の十二-の武士道挑戦試合で中村大介と対戦し、一本負け。
2007年7月2日、総合格闘技スタジオ「STYLE」を大阪市城東区にオープン。
2008年7月27日、DEEP 36 IMPACTのDEEPウェルター級タイトルマッチで王者長谷川秀彦と再戦し、判定勝ちを収め王座獲得に成功した。試合後のリング上でDREAM参戦をアピールした。
2009年2月20日、DEEP 40 IMPACTで門馬秀貴とDREAMウェルター級GP出場権を賭け5年振りの再戦。両拳を合わせて打つ新技「ダブルパンチ」でTKOし、GP出場権を獲得した。
2009年4月5日、DREAM初出場となったDREAM.8のウェルター級（-76kg）グランプリ1回戦でマリウス・ザロムスキーと対戦し、0-3の判定負けを喫した。
2010年1月24日、DEEP 45 IMPACTのDEEPウェルター級タイトルマッチで挑戦者の白井祐矢と対戦し、0-5の判定負けを喫し王座陥落した。
2010年11月8日、K-1 WORLD MAX 2010 -70kg World Championship Tournament FINALで山本優弥と初挑戦となるK-1ルールで対戦し、2Rに3度のダウンを奪われKO負けを喫した。
2012年2月18日、DEEP 57 IMPACTのDEEPライト級タイトルマッチで王者の廣田瑞人に挑戦し、判定負けで王座獲得に失敗した。
2013年4月28日、引退試合となったDEEP OSAKA IMPACT 2013で長南亮と対戦し、0-3の判定負けを喫した。
現在は総合格闘技スタジオやフィットネスキックボクシングジムなど多数のジムを展開している。

## 人物・エピソード
- 「ダブルパンチ」、「エアハンマー」、「ホワイトキャット」等の数々のオリジナル技を持つ。オリジナル技は動物園に通い動物の動きからヒントを得て開発することが多い。また、その際には動物の動きを真似する動物トレーニングも行う。

## 戦績

### プロ総合格闘技
| 総合格闘技 戦績 | 総合格闘技 戦績 | 総合格闘技 戦績 | 総合格闘技 戦績 | 総合格闘技 戦績 | 総合格闘技 戦績 | 総合格闘技 戦績 |
| --------------- | --------------- | --------------- | --------------- | --------------- | --------------- | --------------- |
| 45 試合         | (T)KO           | 一本            | 判定            | その他          | 引き分け        | 無効試合        |
| 21 勝           | 8               | 4               | 9               | 0               | 5               | 0               |
| 19 敗           | 2               | 6               | 11              | 0               | 5               | 0               |

| 勝敗 | 対戦相手               | 試合結果                             | 大会名                                                                               | 開催年月日     |
| ×    | 長南亮                 | 5分3R終了 判定0-3                    | DEEP OSAKA IMPACT 2013 〜池本誠知引退興行〜                                          | 2013年4月28日  |
| ○    | 伊藤有起               | 2R 2:29 TKO（タオル投入）            | DEEP OSAKA IMPACT 2012 2nd ROUND                                                     | 2012年9月29日  |
| ×    | 廣田瑞人               | 5分5R終了 判定0-5                    | DEEP 57 IMPACT 〜12年目の現実〜 【DEEPライト級タイトルマッチ】                       | 2012年2月18日  |
| ○    | AB                     | 5分3R終了 判定3-0                    | DEEP OSAKA IMPACT 2011                                                               | 2011年9月4日   |
| ○    | 松下直揮               | 5分3R終了 判定2-0                    | DEEP CAGE IMPACT 2010 in OSAKA                                                       | 2010年6月6日   |
| ×    | 白井祐矢               | 5分3R終了 判定0-5                    | DEEP 45 IMPACT 【DEEPウェルター級タイトルマッチ】                                    | 2010年1月24日  |
| ×    | タレック・サフィジーヌ | 2R（10分/5分）終了 判定0-3           | DREAM.10 ウェルター級グランプリ2009 決勝戦 【ウェルター級グランプリ リザーブマッチ】 | 2009年7月20日  |
| ×    | マリウス・ザロムスキー | 2R（10分/5分）終了 判定0-3           | DREAM.8 ウェルター級グランプリ2009 開幕戦 【ウェルター級グランプリ 1回戦】           | 2009年4月5日   |
| ○    | 門馬秀貴               | 1R 1:42 TKO（左ストレート→パウンド） | DEEP 40 IMPACT 【DREAMウェルター級GP出場者決定戦】                                   | 2009年2月20日  |
| ○    | 長谷川秀彦             | 5分3R終了 判定3-0                    | DEEP 36 IMPACT 【DEEPウェルター級タイトルマッチ】                                    | 2008年7月27日  |
| ○    | ソ・ドゥウォン         | 1R 2:56 ヒールホールド               | DEEP PROTECT IMPACT in OSAKA                                                         | 2007年12月22日 |
| △    | 國奥麒樹真             | 5分3R終了 判定1-0                    | DEEP 32 IMPACT                                                                       | 2007年10月9日  |
| ○    | ハン・スーファン       | 5分3R終了 判定3-0                    | DEEP 30 IMPACT                                                                       | 2007年7月8日   |
| ×    | 中村大介               | 1R 3:12 腕ひしぎ十字固め             | PRIDE 武士道 -其の十二-                                                              | 2006年8月26日  |
| ○    | 松下直揮               | 1R 2:26 TKO（カット）                | REALRHYTHM 4th STAGE                                                                 | 2006年7月30日  |
| ×    | イーブス・エドワーズ   | 2R（10分/5分）終了 判定0-3           | PRIDE 武士道 -其の拾-                                                                | 2006年4月2日   |
| ×    | 中尾受太郎             | 5分3R終了 判定0-3                    | REALRHYTHM 3rd STAGE 【DEEPウェルター級タイトルマッチ】                              | 2006年3月4日   |
| ○    | オ・ウォンジン         | 2R 4:58 KO                           | REALRHYTHM 2nd STAGE                                                                 | 2005年11月19日 |
| ○    | 長谷川秀彦             | 5分3R終了 判定3-0                    | DEEP 20th IMPACT                                                                     | 2005年9月3日   |
| ×    | エディ・アルバレス     | 2R 4:25 TKO（パウンド）              | Euphoria: USA vs. WORLD                                                              | 2005年2月26日  |
| ○    | 原学                   | 1R 1:15 腕ひしぎ十字固め             | REDZONE.10                                                                           | 2005年2月13日  |
| ○    | 久保輝彦               | 1R 4:58 腕ひしぎ十字固め             | club DEEP 大阪                                                                       | 2004年11月28日 |
| ○    | 立原基大               | 1R 1:49 横三角絞め                   | REDZONE.9                                                                            | 2004年10月3日  |
| ×    | 青木真也               | 2R 0:52 腕ひしぎ十字固め             | DEEP 15th IMPACT 【ウェルター級トーナメント 1回戦】                                  | 2004年7月3日   |
| ×    | 久保輝彦               | 1R 1:34 KO                           | REDZONE.8                                                                            | 2004年6月6日   |
| ○    | 長岡弘樹               | 5分3R終了 判定3-0                    | DEEP 14th IMPACT in OSAKA                                                            | 2004年4月18日  |
| ×    | 門馬秀貴               | 2R 3:53 肩固め                       | DEEP 13th IMPACT in KORAKUEN HALL                                                    | 2004年1月22日  |
| ○    | 木村仁要               | 1R終了時 TKO（カット）               | club DEEP 5th in デルフィンアリーナ                                                  | 2003年12月7日  |
| △    | 男!徳岡                | 5分2R終了 判定1-0                    | 修斗                                                                                 | 2003年10月12日 |
| ○    | 佐々木恭介             | 5分3R終了 判定3-0                    | DEEP 11th IMPACT in OSAKA                                                            | 2003年7月13日  |
| ×    | 菊地昭                 | 2R 1:28 腕ひしぎ十字固め             | 修斗                                                                                 | 2003年6月27日  |
| ×    | ショーニー・カーター   | 5分3R終了 判定0-3                    | 修斗                                                                                 | 2003年3月18日  |
| ○    | 岩瀬茂俊               | 5分2R終了 判定2-0                    | 修斗                                                                                 | 2002年10月27日 |
| ×    | デイブ・ストラッサー   | 1R 3:10 スリーパーホールド           | 修斗                                                                                 | 2002年6月29日  |
| ×    | 和田拓也               | 5分3R終了 判定0-3                    | 修斗                                                                                 | 2002年2月11日  |
| ×    | 加藤鉄史               | 5分3R終了 判定0-3                    | 修斗                                                                                 | 2001年12月16日 |
| ×    | スティーブ・バーガー   | 3R 2:10 腕ひしぎ三角固め             | 修斗                                                                                 | 2001年8月26日  |
| ○    | ジェイ・バック         | 2R 3:03 TKO（パンチ連打）            | HOOKnSHOOT: Masters                                                                  | 2001年5月26日  |
| ○    | 大河内貴之             | 1R 4:01 KO（膝蹴り）                 | 修斗                                                                                 | 2001年2月18日  |
| ○    | ダミアン・リシオ       | 1R 2:09 TKO（マウントパンチ）        | 修斗                                                                                 | 2000年10月9日  |
| △    | 鶴屋浩                 | 5分2R終了 判定0-0                    | 修斗                                                                                 | 2000年8月27日  |
| ×    | 川勝将軍               | 5分2R終了 判定0-3                    | 修斗                                                                                 | 2000年8月4日   |
| △    | 和田拓也               | 5分2R終了 判定0-1                    | 修斗                                                                                 | 2000年5月22日  |
| △    | 楠勇次                 | 5分2R終了 判定1-0                    | 修斗                                                                                 | 2000年4月2日   |
| ○    | ザ・ばばんば           | 5分2R終了 判定3-0                    | 修斗                                                                                 | 1999年10月29日 |

### キックボクシング
| 勝敗 | 対戦相手 | 試合結果                                | 大会名                                                       | 開催年月日    |
| ×    | 山本優弥 | 2R 2:22 KO（3ノックダウン：パンチ連打） | K-1 WORLD MAX 2010 -70kg World Championship Tournament FINAL | 2010年11月8日 |

### グラップリング
| 勝敗 | 対戦相手        | 試合結果                   | 大会名                                              | 開催年月日     |
| ○    | 梅田恒介        | 2R 1:13 アームロック       | CLUB DEEP TOKYO in 新宿FACE【グラップリングルール】 | 2008年3月29日  |
| ○    | 佐々木信治      | 5分2R終了 判定3-0          | club DEEP 福岡 天下一祭り【グラップリングルール】   | 2005年4月10日  |
| ○    | 澤田拓也        | 1R 2:11 スリーパーホールド | REDZONE.7【REDZONEキャッチルール】                  | 2004年3月7日   |
| ○    | 甲斐俊光        | 2R 腕ひしぎ十字固め        | REDZONE.6【REDZONEキャッチルール】                  | 2003年11月9日  |
| △    | 杉浦"C坊主"博純 | 延長R終了 判定             | REDZONE.5【REDZONEキャッチルール】                  | 2003年8月24日  |
| ×    | 花井岳文        | 1R 腕ひしぎ十字固め        | REDZONE.4【REDZONEキャッチルール】                  | 2003年5月11日  |
| ○    | 辻嘉一          | 2R 腕ひしぎ十字固め        | REDZONE.3【REDZONEキャッチルール】                  | 2003年3月2日   |
| ○    | 高江州朝也      | 2R 腕ひしぎ十字固め        | REDZONE.2【REDZONEキャッチルール】                  | 2002年11月30日 |
| ○    | 砂田勝彦        | 2R フロントチョーク        | REDZONE【REDZONEキャッチルール】                    | 2002年9月28日  |

### アマチュア総合格闘技
| 勝敗 | 対戦相手 | 試合結果               | 大会名               | 開催年月日    |
| ○    | 樫本真也 | 1R 2:36 アンクルロック | 浪速フリーファイト 5 | 1999年3月14日 |

## 獲得タイトル
- 第6回全日本アマチュア修斗選手権ミドル級優勝（1999年）
- 第3代DEEPウェルター級王座

## 表彰
- アマチュア修斗ベストシュータ－賞（1997年）